# Jan Kosters
Jan Kosters (Heenvliet, 1 november 1874 - Velp, 11 november 1951) was een Nederlands hoogleraar en vicepresident van de Hoge Raad.
Kosters studeerde rechten te Leiden en promoveerde daar in 1899 bij S.J. Fockema Andreae op Het oude tiendrecht. Van 1899 tot 1908 was hij werkzaam op de afdeling burgerlijke wetgeving van het Ministerie van Justitie. In 1907 werd hij benoemd tot hoogleraar te Groningen, waar hij burgerlijk recht, handelsrecht, burgerlijke rechtsvordering en internationaal privaatrecht doceerde.
Kosters heeft belangrijke bijdragen geleverd aan de ontwikkeling van het Nederlands internationaal privaatrecht en de rechtsgeschiedenis. Hij werd benoemd tot lid in de Hoge Raad, en in 1933 tot de functie van vicepresident. Hij was lid van de Staatscommissie voor het volkenrecht, lid en later voorzitter van de Staatscommissie voor het internationaal privaatrecht.
In 1923 werd hij benoemd tot lid van de Koninklijke Nederlandse Akademie van Wetenschappen (KNAW). In 1927 werd hij tot 'membre associé', in 1933 tot gewoon lid benoemd van het Institut de droit international. Hij was lid van het curatorium der in het Vredespaleis gevestigde Académie de droit international en van de raad van bestuur van het in Rome gevestigde internationale instituut voor de unificatie van het privaatrecht. In 1936 werd hij lid van het Permanent Hof van Arbitrage.
- Bibliothèque nationale de France: cb16746219f (data)
- Biografisch Portaal: 32943459
- Gemeinsame Normdatei: 1028531427
- International Standard Name Identifier: 0000 0000 6147 5158
- Library of Congress Control Number: no96047835
- Nationale Bibliotheek van Israël: 987007285957005171
- Nederlandse Thesaurus van Auteursnamen: 068783701
- Système universitaire de documentation: 085740543
- Virtual International Authority File: 42221265
- WorldCat: E39PBJbM7ygWHdymtXkFKW6tKd